# Carcelia persimilis
Carcelia persimilis är en tvåvingeart som beskrevs av Louis-Paul Mesnil 1950. Carcelia persimilis ingår i släktet Carcelia och familjen parasitflugor. Inga underarter finns listade i Catalogue of Life.